# 入来院公寛
入来院 公寛（いりきいん きみひろ）は、江戸時代末期の薩摩藩士。薩摩入来領主、入来院氏29代当主。

## 生涯
天保7年（1836年）2月11日に垂水島津貴典の子として誕生。安政元年（1854年）7月、入来院定極の養子となって入来院氏の家督を相続する。
安政3年（1856年）、詰衆となる。文久3年（1863年）7月の薩英戦争の際に、領内の兵を率いて、荒田正建寺に陣を張る。慶応4年（1868年）、長崎の幕領鎮撫のため、領内より小隊を出兵させた。
明治3年（1870年）、入来領3500石を奉還する。翌明治4年（1871年）11月7日死去。享年36。